# Edward Bautz junior
Edward Bautz Jr. (* 2. April 1920 in Union City, Hudson County, New Jersey; † 7. April 2007 in Alexandria, Virginia) war ein Generalmajor der United States Army. Er war unter anderem Kommandeur der 25. Infanteriedivision.
Über das ROTC-Programm der Rutgers University gelangte Bautz im Jahr 1941 in das Offizierskorps des US-Heeres. Dort wurde er als Leutnant der Reserve der Infanterie zugeteilt. In der Armee durchlief er anschließend alle Offiziersränge vom Leutnant bis zum Zwei-Sterne General.
Im Lauf seiner militärischen Karriere absolvierte Edward Bautz verschiedene Kurse und Schulungen. Dazu gehörten unter anderem das Command and General Staff College, das United States Army War College und das Advanced Management Program der Harvard University.
Noch vor dem Eintritt der Vereinigten Staaten in den Zweiten Weltkrieg wurde Bautz der 4. Panzerdivision zugeteilt. Diese bzw. deren Untereinheiten wurden zunächst in den Vereinigten Staaten ausgebildet. Erst Mitte Juli 1944 wurde sie nach Frankreich verlegt. Bautz diente in dem der Division unterstehenden 37. Panzerbataillon als Zugführer und später als Kompaniechef. Zwischenzeitlich war er auch als Stabsoffizier tätig. Er war mit seiner Einheit am Vormarsch der Alliierten durch Frankreich beteiligt und wurde in mehrere Gefechte verwickelt. In der Folge waren seine und andere alliierte Einheiten auch am Vormarsch nach Deutschland beteiligt und erreichten schließlich die Tschechoslowakei.
Nach dem Krieg war Edward Bautz Dozent an der Armor School in Fort Knox in Kentucky und dann Stabsoffizier bei der 1st Constabulary Brigade in Deutschland. Dabei handelte es sich um eine Einheit zur Aufrechterhaltung der Ordnung in der amerikanischen Besatzungszone in Westdeutschland. Später wurde er Stabsoffizier beim Kommandeur der Field Forces (Office of the Chief of Army Field Forces) und im Heeresministerium. Mitte 1956 wurde Bautz erneut nach Deutschland versetzt, wo er in Schweinfurt ein Panzerbataillon kommandierte. Danach wurde er Stabsoffizier bei der ebenfalls in Deutschland stationierten 3. Panzerdivision in der auch Elvis Presley diente.
Im September 1961 kehrte Bautz in die Vereinigten Staaten zurück, wo er in Fort Monroe im Stab des U.S. Continental Army Commands diente. Kurz darauf wurde er zum Combat Developments Command in Fort Belvoir versetzt, wo er der Planungsgruppe für die Reorganisation des Heeresministeriums angehörte. Im Jahr 1962 leitete er diese Planungsgruppe.
Zwischen Mai 1965 und April 1966 war Bautz während des Vietnamkriegs Stabsoffizier beim Hauptquartier der dortigen amerikanischen Streitkräfte (Military Assistance Command). Danach wurde er zur Abteilung G1 (Personal) im Heeresministerium versetzt, wo er in der Folge in verschiedenen Funktionen tätig war.
Anschließend folgte eine weitere Versetzung nach Vietnam, wo er die Stabsabteilung G3 (Operationen) des Military Assistance Commands leitete. Im Jahr 1970 übernahm er als Nachfolger von Harris W. Hollis das Kommando über die 25. Infanteriedivision, die ebenfalls im Vietnamkrieg eingesetzt und in schwere Gefechte verwickelt war. Anfang 1971 begann dann der Rückzug der Division nach Hawaii. Zu dieser Zeit übergab Edward Bautz sein Kommando an Ben Sternberg. Anschließend ging er in den Ruhestand.
Der mit Marjorie Ellen Quirk (1919–2007) verheiratete Offizier starb am 7. April 2007 in Alexandria in Virginia und wurde auf dem amerikanischen Nationalfriedhof Arlington beigesetzt.

## Orden und Auszeichnungen
Edward Bautz erhielt im Lauf seiner militärischen Laufbahn unter anderem folgende Auszeichnungen:
- Army Distinguished Service Medal
- Silver Star
- Legion of Merit
- Bronze Star Medal
- Purple Heart